# Thom Barry
Thom Gross, meglio noto come Thom Barry (Cincinnati, 6 dicembre 1950), è un attore statunitense.
È noto per aver interpretato James, il padre di Michael Jordan nel film commedia Space Jam e soprattutto per aver interpretato il ruolo di Will Jeffries nella serie televisiva Cold Case - Delitti irrisolti.
Inizia a lavorare come attore nel 1994.
Ha preso parte soprattutto in serie televisive, ma anche in film cinematografici.

## Filmografia parziale

### Attore

#### Cinema
- Congo, regia di Frank Marshall (1995)
- Apollo 13, regia di Ron Howard (1995)
- Space Jam, regia di Joe Pytka (1996)
- L'agguato - Ghosts from the Past (Ghosts of Mississippi), regia di Rob Reiner (1996)
- Air Force One, regia di Wolfgang Petersen (1997)
- Major League - La grande sfida (1998)
- Fast and Furious (The Fast and the Furious), regia di Rob Cohen (2001)
- 2 Fast 2 Furious, regia di John Singleton (2003)
- Fire with Fire, regia di David Barrett (2012)
- Non aprite quella porta 3D (Texas Chainsaw 3D), regia di John Luessenhop (2013)

#### Televisione
- E.R. - Medici in prima linea (ER) – serie TV, episodio 2x14 (1996)
- Willy, il principe di Bel-Air (The Fresh Prince of Bel-Air) - serie TV, episodio 6x10 (1995)
- Il cliente (The Client) – serie TV, 4 episodi (1996)
- West Wing - Tutti gli uomini del Presidente (The West Wing) - serie TV, episodi 3x03 - 4x19 (2001)
- The President's Man - Attacco al centro del potere (The President's Man: A Line in the Sand), regia di Eric Norris – film TV (2002)
- Cold Case - Delitti irrisolti (Cold Case) – serie TV, 156 episodi (2003-2010)
- Dr. House - Medical Division (House M.D.) – serie TV, episodi 8x01 (2011)
- Grey's Anatomy – serie TV, episodio 9x21 (2013)

### Doppiatore
- L'incredibile Hulk (The Incredible Hulk) – serie animata, 8 episodi (1996-1997)

## Doppiatori italiani
Nelle versioni in italiano delle opere in cui ha recitato, Thom Barry è stato doppiato da:
- Renato Mori in Fast and Furious, 2 Fast 2 Furious
- Massimo Corvo in Cold Case - Delitti irrisolti (st. 1-5), Grey's Anatomy
- Paolo Marchese in Cold Case - Delitti irrisolti (st. 6-7), Non aprite quella porta 3D
- Glauco Onorato in Space Jam
- Saverio Indrio in West Wing - Tutti gli uomini del Presidente
- Bruno Alessandro in Attacco al centro del potere
- Roberto Draghetti in Dr. House - Medical Division
- Alessandro Rossi in Fire with Fire
- Diego Reggente in Blue Bloods
- Alessandro Ballico in Perception